# Maison basse
Maison basse est un roman français de Marcel Aymé publié en 1935.

## Historique
Maison basse est un roman de Marcel Aymé, paru en préoriginale dans le journal Marianne entre le 17 avril et le 19 juin 1935, puis publié en volume en juin 1935 chez Gallimard.

## Éditions
- 1935 - Maison basse, Paris, Librairie Gallimard, Éditions de la Nouvelle Revue Française, coll. « blanche » (BNF 31745868) .
- 1998 - Maison basse, in Œuvres romanesques complètes, Tome II (1498 pages), Paris, Gallimard (juillet 1998), coll. « Bibliothèque de la Pléiade » no 447, édition publiée sous la direction de Michel Lécureur  (ISBN 2-07-011331-0).